# Lakenlood

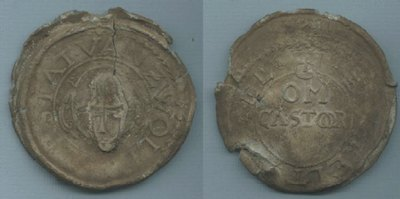
Lakenlood van Stat Swolle, voor een rol beverhuid. Doorsnee 6,5 cm.

Een lakenlood heeft een functie als zegellood. Het is een kwaliteitswaarborg voor een rol stof en geeft tevens aan waar de rol stof gemaakt is. Ook geeft het de soort stof aan.
Een lakenlood bestaat uit 2 losse delen die door middel van een zegeltang of pers op elkaar geperst worden. In de zegeltang of pers zat een matrijs met hierin de nodige informatie, die door het persen op het lood werd overgebracht.
Het lood hiernaast op de afbeelding is een oud lood en is gebruikt op een rol beverhuid en komt uit de "Stat Swolle". Tegenwoordig worden er nog steeds in grote aantallen zegelloodjes vervaardigd voor bijvoorbeeld het verzegelen van een gasmeter, landbouwzakken, enzovoort.
Lakenloden komen in vele diverse maten en soorten voor. De grootte kan variëren van zo'n 1,5 cm tot ongeveer 8 cm.